# Rajni Kothari
Rajni Kothari (1928 – 19. Januar 2015 in New Delhi) war ein indischer Politologe und Sozialwissenschaftler. Er gründete Lokayan, ein Begegnungs- und Schulungszentrum für gesellschaftliche Veränderungen in Indien, das 1985 den Right Livelihood Award (Alternativer Nobelpreis) bekam.

## Leben
Rajni Kothari war als Dozent an der Universität von Baroda tätig. Seit 1961 veröffentlichte er Artikel zu Politik und Gesellschaft Indiens. 1963 gründete er in Delhi das Centre for the Study of Developing Societies, das in den folgenden zwei Jahrzehnten zahlreiche soziologische Studien über die Gesellschaft in Indien publizierte.
1980 gründete er Lokayan - Dialogue of the People als ein Forum, in dem sich Wissenschaftler und politische Aktivisten über Veränderungen in der indischen Gesellschaft austauschen konnten. 1985 bekam diese den Right Livelihood Award.
Rajni Kothari veröffentlichte einige Bücher und viele Artikel über die Politik in Indien, die Kongresspartei und andere gesellschaftliche Themen.